# ICLEI
МОССР — Local Governments for Sustainability (укр. Місцеві органи самоврдування для сталого розвитку) — це міжнародна неурядова організація, яка сприяє сталому розвитку . МОССР надає технічні консультації місцевим органам влади для досягнення цілей сталого розвитку.
Заснована в 1990 році і раніше відома як Міжнародна рада місцевих екологічних ініціатив, міжнародна асоціація була створена, коли понад 200 органів місцевого самоврядування з 43 країн зібралися на її установчу конференцію, під назвою «Всесвітній конгрес місцевих органів влади за стале майбутнє», в ООН у Нью-Йорку у вересні 1990 р.
Станом на 2020 рік до мережі МОССР входять понад 1750 міст, містечок, округів та їх асоціацій у 126 країнах.
Станом на 2021 рік МОССР має понад 20 офісів по всьому світу.

## Члени
Згідно з веб-сайтом організації, члени МОССР «керують напрямком нашої роботи, формують нашу стратегію та підтримують місію, мандат і принципи, викладені в наших статутах. Вони мають право голосувати та брати участь у керівних органах нашої мережі».
У 2009 році МОССР включала 1227 членів місцевих органів влади по всьому світу в 70 країнах, з них понад 600 у Сполучених Штатах. Кількість членів МОССР у США зросла на 58 % у 2008 та на 25 % у 2009 році До членів місцевих органів влади США входять міста, селища та округи будь-якого розміру, від Нью-Йорка та округу Лос-Анджелес до Дуб'юка, штат Айова, та Арлінгтона, штат Техас.
У 2020 році МОССР нараховує у своїй мережі понад 1750 органів місцевого самоврядування.
Єдиними вимогами до членства в МОССР є самовизначене зобов'язання щодо захисту клімату та сплата щорічних членських внесків залежно від чисельності населення.

## Історія та структура
МОССР була заснована в 1990 році, її Всесвітній секретаріат знаходиться в Торонто, Канада. Офіс у США офіційно відкрився в 1995 році. Виконавчий офіс МОССР США знаходиться у Вашингтоні, округ Колумбія, а Всесвітній секретаріат зараз знаходиться в Бонні, Німеччина.
МОССР була заснована в 1990 році як «Міжнародна рада місцевих екологічних ініціатив». У 2003 році члени місцевої влади МОССР проголосували за перегляд місії, статуту та назви організації, щоб краще відображати поточні виклики, з якими стикаються місцеві органи влади, а також ширшу тему сталого розвитку. Таким чином, «Міжнародна рада місцевих екологічних ініціатив» перетворилася на «МОССР — органи місцевого самоврядування за сталий розвиток» із ширшим мандатом на вирішення питань сталого розвитку, а не лише екологічних проблем.
До свого 30-річчя МОССР прийняв новий логотип (офіційно випущений у лютому 2021 року), який підкреслює зв'язки організації з точки зору її членів, офісів та елементів (представлені кольорами логотипу: вода, повітря та клімат (синій), природа (зелений) і міста (жовтий).

## Програми
Організація просуває такі програми для прийняття та впровадження на місцевому рівні, як описано на їх веб-сайті.
- Конвенції Ріо:
  - Рамкова конвенція ООН про зміну клімату ,
  - Конвенція ООН про біологічне різноманіття ,
  - Конвенція ООН по боротьбі з опустелюванням
- Порядок денний на XX! століття
  - програма ООН з населених пунктів
  - цілі розвитку тисячоліття
  - Йоганнесбурзький план реалізації

МОССР також забезпечує нагляд за Угодою мерів. Це глобальна коаліція міських лідерів, заснована для вирішення проблеми зміни клімату на місцевому рівні. Також діє як координаційний центр для місцевих органів влади та муніципальних органів влади (LGMA), які представляє мережі місцевих і регіональних органів влади в процесі РКЗК ООН з 1995 року

## Управління

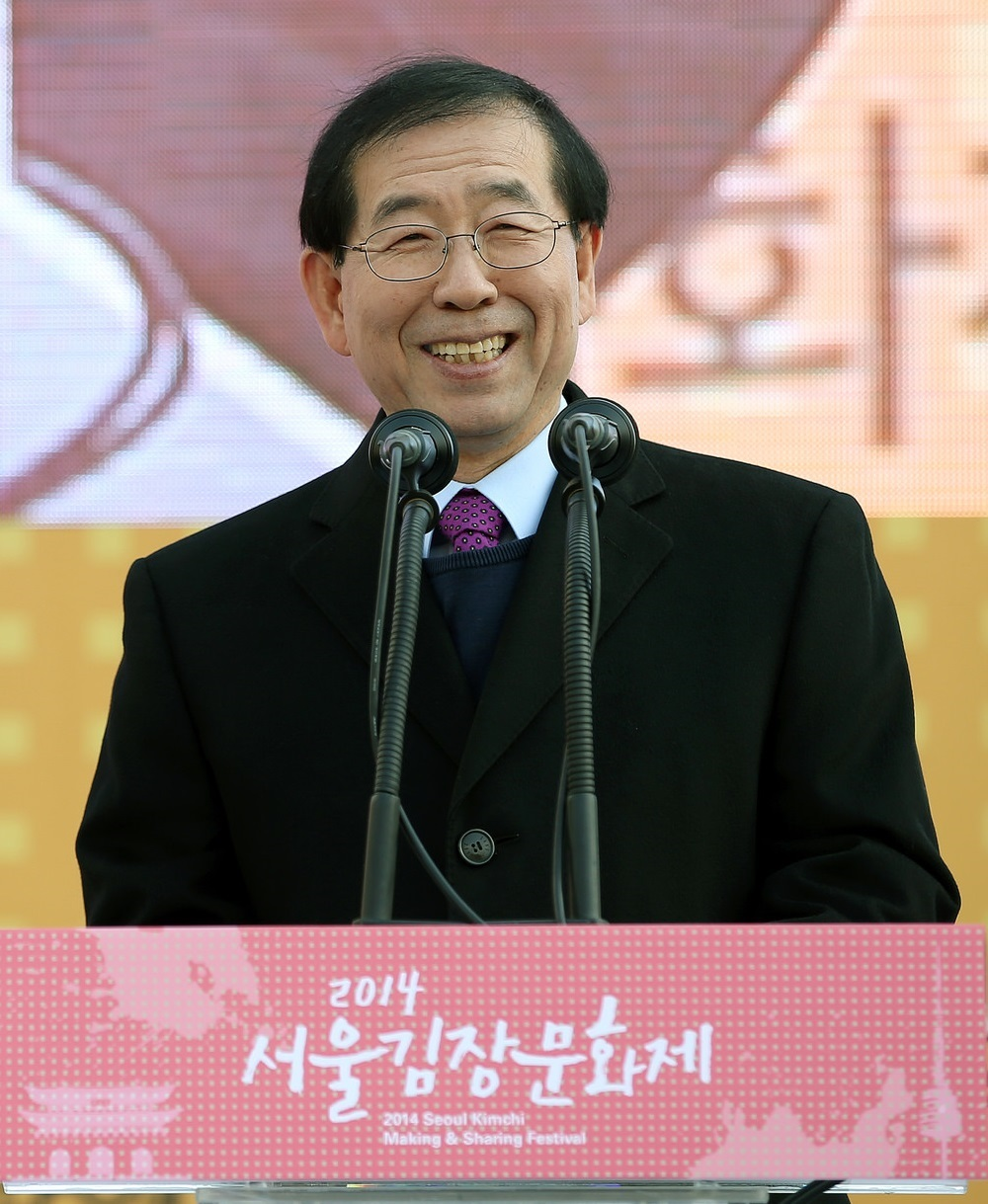
Пак Вон Сун, президент МОССР 2015—2018

МОССР — це демократична організація, очолювана Радою МОССР та Глобальним виконавчим комітетом (ГВК), двома групами місцевих лідерів, які обираються членами МОССР кожні три роки. Рада МОССР формується дев'ятьма регіональними виконавчими комітетами (РВК), обраними членами в кожному регіоні МОССР.
Потім один представник від кожного РВК обирається регіональним представником до Глобального виконавчого комітету МОССР (ГВК), а своїх представників обирають до ГВК члени Ради МОССР на основі їх тематичного досвіду. ГВК і Рада МОССР мають повноваження представляти МОССР на глобальній арені та керувати організацією, встановлюючи глобальну стратегію та політику МОССР.
Рада збирається кожні три роки на Всесвітній конгрес МОССР та встановлює пріоритети та напрями діяльності МОССР шляхом прийняття шестирічного стратегічного плану. Останній Всесвітній конгрес МОССР проходив у Монреалі з 19 по 22 червня 2018 року. Через пандемію COVID-19 Всесвітній конгрес МОССР проходив у два етапи: перший — віртуально з 13 по 15 квітня 2021 року, а другий — у 2022 році в Мальме, Швеція. Члени обали 21 представника до Виконавчого комітету, який контролює реалізацію Стратегічного плану та діяльність МОССР.
Директори Всесвітнього секретаріату:
- Ашок Шрідхаран — президент і мер МОССР, Бонн, Німеччина
- Джино Ван Бегін — Генеральний секретар МОССР, Бонн, Німеччина

## Екомобільність
Екомобільність означає подорожувати за допомогою інтегрованих, соціально інклюзивних та екологічно чистих варіантів транспорту, включно з інтеграцією піших прогулянок, їзди на велосипеді, громадського транспорту та інших інноваційних видів транспорту, без вуглецевого сліду. Надаючи громадянам і організаціям доступ до товарів, послуг та інформації в стабільний спосіб, екомобільність підтримує якість життя громадян, збільшує вибір подорожей і сприяє соціальній згуртованості.
Порядок денний МОССР, спрямований на сприяння екомобільності в містах, має назву Екомобільне місто(збалансований транспорт). Відповідно до цього порядку денного МОССР виконує наступні 3 ключові проекти:
1. Альянс EcoMobility
2. Всесвітній фестиваль EcoMobility
3. Всесвітній конгрес EcoMobility

Альянс EcoMobility був створений у жовтні 2011 року в Чангвоні, Корея. Це трансформація попереднього Глобального альянсу за екомобільність, який є неурядовою організацією, заснованою та започаткованою на Балі 10 грудня 2007 року з нагоди Конференції ООН зі зміни клімату 2007 року (КООНОСР-13). МОССР юридично представляє та розміщує Секретаріат Альянсу.

## Критика
Активісти Руху чаювання критикували МОССР за його підтримку Порядку денного на XXI століття, необов'язкової ініціативи Організації Об'єднаних Націй, спрямованої на сприяння збереженню ресурсів і землі. Активісти стверджували, що спроби місцевої влади розширити громадський транспорт і зберегти відкритий простір були частиною змови ООН, щоб «позбавити права власності та загнати громадян до міст».
Ден Мейс, кандидат від республіканців у 2010 році на посаду губернатора Колорадо, під час своєї кампанії критикував місто Денвер за його членство в МОССР.

## МОССР США
Філія в Сполучених Штатах є некомерційною організацією 501(c)(3) однойменної міжнародної організації.